# SN 2002co
SN 2002co – supernowa typu II odkryta 7 kwietnia 2002 roku w galaktyce A141053-1145. W momencie odkrycia miała maksymalną jasność 22,60m.